# Oxira subtincta
Oxira subtincta är en fjärilsart som beskrevs av Chang 1991. Oxira subtincta ingår i släktet Oxira och familjen nattflyn. Inga underarter finns listade i Catalogue of Life.